# Língua picta
Línguas pictas são o conjunto de línguas extintas que se pensa terem sido faladas pelos pictos, um povo que habitou o norte e centro da Escócia no início da Idade Média. A ideia de que uma língua picta distinta teria sido usada em algum momento da História é atestada claramente no livro História Eclesiástica do Povo Inglês, escrito no início do século VIII por Beda, o qual nomeia o dialecto pito como uma língua distinta do galês e do gaélico.
Não há praticamente nenhuma prova directa sobre a língua, devido ao número limitado de nomes de lugares e nomes de pessoas encontrados em monumentos e em registos da época na área controlada pelo Reino dos Pictos.
O termo "picto" foi usada por Jackson (1955), e depois por Forsyth (1997), para se referir à língua falada, principalmente ao norte da linha Forth-Clyde na Idade Média. Eles usam o termo "Pritennic" para se referir à língua proto-picta falada nesta área durante a Idade do Ferro.